# 緊急開胸
緊急開胸（きんきゅうかいきょう、英: emergent thoracotomy）とは、主として外傷による胸腔内臓器損傷や、心臓外科・呼吸器外科領域の術後合併症としての胸腔内出血等により心肺停止状態にあるか切迫している患者に対して、蘇生のための処置を目的として行われる開胸であることから、蘇生的開胸術（英: resuscitative thoracotomy）とも呼ばれる。

## 適応
緊急開胸の適応になるのは、重篤な胸部外傷に起因する出血等により、生命を維持するために必要な生理機能が脅かされている状態である。心臓など胸腔内臓器の損傷は、心タンポナーデを起こし心臓のポンプ機能を妨げたり、空気塞栓にも繋がる。その他の適応として胸腔ドレナージからの多量の血性排液があり、目安としては出血量が1500mLを超えた場合、または1時間あたり200mLを超えた場合である。緊急開胸は胸腔内損傷や大量出血にともなう生命危機患者に対する開胸心マッサージや大動脈遮断術、肺門部遮断術、止血術などを目的としておこなわれる。
胸部外傷を受傷した場合、緊急開胸が必要な症例は15%程度である。穿通性心外傷は緊急開胸の良い適応であり、病院到着後の心肺停止だけでなく、救急隊到着時にバイタルサインがあるか、心電図波形が残存していて速やかに搬送された場合は緊急開胸を考慮すべきである。但し15分以上の心肺蘇生を行ってから病院に到着した場合は救命の可能性は極めて低い。鈍的外傷による心肺停止については、病院到着後の心肺停止であれば緊急開胸を考慮する。腹部・骨盤の血管損傷による心肺停止に対しては、直ちに根治的手術ができない場合でも緊急開胸と大動脈遮断を考慮すべきである。

### 心エコー
胸部X線で心陰影の拡大を認めるが血胸像が無く、循環血液量を補正しても血圧が上昇しない場合、その他心タンポナーデを疑った場合、まず行うべき検査は経胸壁心エコーである。心嚢液貯留が少量であっても、遅発性の心タンポナーデを見逃さないために反復して行い貯留液の増量の有無を確認すべきである。また、FAST（focused assessment with sonography for trauma）による簡易超音波検査を行い胸腔内・腹腔内の液体貯留を検索することも緊急開胸の適応を判断するためには有用である。

### 心嚢穿刺
心損傷などによる心タンポナーデの診断に心嚢穿刺による血液吸引を用いるのは、急性の心嚢内出血では血栓化しやすいため診断感度としては必ずしも高くない。心タンポナーデの一時的減圧を目的として行う以外の場合では推奨されず、まずは心エコーを行うべきである。

## 手技
左前側方開胸が最もよく用いられるアプローチである。理由としては、蘇生に必要な処置を行うために心臓・大動脈を含む縦隔に迅速に到達出来ること、右胸腔まで創を延長する必要がある場合も容易に延長出来ること、等である。まず第4肋間または第5肋間に沿って皮膚切開をおき、肋間筋と壁側胸膜を切開・剥離、続いて開胸器を肋骨にかけて視野を得る。左胸腔と右胸腔の両方を切開、開胸する場合はクラムシェル開胸（clamshell thoracotomy）と呼ばれる。クラムシェル開胸は右肺や右胸腔内の血管損傷がある場合に用いられる。
開胸したら、状況に応じて開胸心マッサージ、また心損傷による出血がある場合は破裂部の用指圧迫やバルーンカテーテルの心腔内挿入・牽引、あるいは血管鉗子におる破裂口のクランプ、さらに一時的な縫合によって出血のコントロールを行う。冠循環、脳循環を維持する目的で下行大動脈を一時的に遮断することもある。
一時的な血行動態の安定が得られたならば、手術室での損傷部位の完全修復を改めて行う。

## 予後
通常、緊急開胸を行った症例の予後は、鈍的外傷で10%、穿通性外傷で15～30%の救命率である。

## 歴史
緊急開胸の歴史は1800年代後半から始まる。1874年、モーリッツ・シフ（Moritz Schiff）は犬の実験での開胸心マッサージで頸動脈拍動が生じることを示した。その後開胸心マッサージは心破裂症例にも用いられ、1900年に初の開胸による縫合修復が行われた。体外式除細動や心肺蘇生が行われるのは1960年代以降で、それ以前は心肺停止に対しては緊急開胸が標準的に用いられていた。

## 画像
心破裂に対する緊急開胸の画像（右側が頭側、左側が尾側）。左乳頭の尾側に皮膚切開をおいて左開胸し、肋骨に開胸器をかけて視野を確保している。心膜は切開され、また臓側胸膜も既に開放されて肺が露出している。右手で左肺下葉を牽引することにより、心尖部に裂傷があることが見て取れる。